# Klingon Language Institute

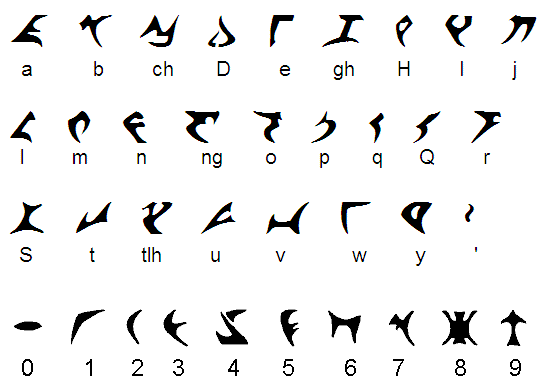
L'alphabet klingon.

Le Klingon Language Institute (KLI, Institut de la langue klingonne) est une organisation indépendante dont le siège se situe aux États-Unis et qui a pour but d'encourager la langue klingonne, une langue construite pour une race extraterrestre dans Star Trek. 
Le KLI compte environ 2 500 membres dans plus de 50 pays répartis sur les cinq continents. Il publie trimestriellement la revue spécialisée HolQeD (science de la langue) et donne une bourse linguistique dotée de 500 dollars. Le KLI a différents projets en cours, dont la traduction de la Bible et de différents travaux de William Shakespeare. Le slogan de l'institut est qo'mey poSmoH Hol (les langues ouvrent des mondes). 
Le KLI est une association à but non lucratif, et a le droit contractuel de Paramount Pictures d'utiliser le klingon.

## Histoire
Le KLI a été fondé en 1992 à Flourtown, en Pennsylvanie (États-Unis). Chaque année le KLI organise pour tous les membres et intéressés une assemblée générale nommée qep'a' (grande réunion). À cette occasion, on parle du klingon et en klingon à la manière d'un séminaire. 
Ces réunions ont toujours eu lieu aux États-Unis, sauf la huitième en 2001, qui était à Bruxelles. Parallèlement, beaucoup de membres organisent des qepHom (petites réunions) réguliers, réunions informelles pour pratiquer le Klingon. 
En 2003, un documentaire sur le KLI a été filmé pendant le qep'a' à Philadelphie avec le titre Earthlings, ugly bags of mostly water (Les Terriens, affreux sacs remplis presque exclusivement d'eau), qui fut présenté au festival de Cannes.

## Fonctionnement
Le directeur du KLI est son fondateur Lawrence M. Schoen. 
Pendant une période variant de trois à 18 mois, un Beginners' Grammarian (grammairien pour débutants) est choisi entre les membres les plus expérimentés. Sa tâche est d'aider les débutants, surtout dans le forum d'email klingon qui est aussi accessible pour des non-membres. Si ce moniteur a terminé son service, il garde son titre. Actuellement, le KLI a environ 20 de tels anciens Beginners' Grammarians. 
Le KLI est en contact étroit avec Marc Okrand, l'inventeur du klingon. Depuis le troisième, il a visité chaque qep'a'. À cette occasion, il reçoit occasionnellement une liste de demandes pour combler le vocabulaire manquant klingon à laquelle il répond régulièrement. Ce nouveau vocabulaire est publié d'abord dans le HolQeD, puis sur le site internet du KLI.

## Publications
- HolQeD (linguistique)

revue trimestrielle du KLI avec des discussions grammaticales, textes en klingon, ainsi que des informations internes pour les membres.
- A Pictorial Guide to the Suffixes of tlhIngan Hol (1995,  (ISBN 0-9644345-0-4))

lit. un guide pittoresque des suffixes de verbes klingons; un livre d'images qui explique l'utilisation des différents suffixes. Ce livre est épuisé.
- ghIlghameS (2000,  (ISBN 1587153386))

la traduction de l'épopée de Gilgamesh, traduit par Roger Cheesbro, avec une préface de Lawrence M. Schoen.
- The Klingon Hamlet (2000,  (ISBN 0-671-03578-9))

La pièce de Shakespeare, traduite par Nick Nicholas avec le soutien du KLI. Ce projet est né après que le chancelier Gorkon (David Warner) déclara dans le film Star Trek 6 : Terre inconnue : « Vous jouerez vraiment du Shakespeare quand vous le lirez dans l'original klingon. »
- Beaucoup de bruit pour rien en klingon (2003,  (ISBN 158715501X))

Ce prochain projet du KLI est également traduit par Nick Nicholas.
- From the Grammarian's Desk  (ISBN 0-9644345-3-9)

Une composition de la colonne de HolQeD écrit par Captain Krankor, un des premiers grammaticiens du KLI. Ce livre est épuisé.